# Rocket Knight Adventures
Rocket Knight Adventures (ロケットナイトアドベンチャーズ?) è un videogioco a piattaforme sviluppato e pubblicato nel 1993 da Konami per Sega Mega Drive.
Il titolo è il primo di una serie di videogiochi dedicati al personaggio di Sparkster, protagonista di Sparkster e di Sparkster: Rocket Knight Adventures 2.